# Anastasia (musical)
Este artigo é sobre a peça musical. Para o filme de animação, veja Anastasia (filme). Para o filme de 1956, veja Anastasia (1956). Para outros significados, veja Anastasia.
Anastasia é um musical com letra e música por Lynn Ahrens e Stephen Flaherty, e libreto por Terrence McNally. Baseado no filme de mesmo nome, o roteiro é inspirado na lenda da Grã-Duquesa Anastásia Nikolaevna da Rússia e na sua suposta sobrevivência à execução de sua família, durante a Revolução Russa. Anastasia é representada na história como a órfã Anya que, sofrendo de amnésia, espera encontrar algum traço de sua família, e acaba conhecendo dois trapaceiros que esperam tirar proveito da situação.

## Produção
Uma leitura do roteiro foi realizada em 2012, estrelando Kelli Barret como Anya (Anastasia), Patrick Page como Vladimir e Angela Lansbury como a Imperatriz Maria. Um workshop foi posteriormente organizado, em 12 de junho de 2015, em Nova York, e contou com Elena Shaddow no papel de Anya, Ramin Karimloo como Gleb Vaganov, um novo personagem, e Douglas Sills como Vlad.
A produção original de Anastasia foi lançada no Hartford Stage, em Hartford, em 13 de maio de 2016, com direção de Darko Tresnjak e coreografia por Peggy Hickey, estrelando Christy Altomare e Derek Klena nos papéis de Anya e Dmitry, respectivamente.
O musical foi apresentado previamente na Broadway, no Broadhurst Theatre, em 23 de março de 2017, e foi lançado oficialmente em 24 de abril de 2017, contando com a maioria do elenco principal original da apresentação em Hartford.
O diretor Tresnjak explicou: "Nós mantivemos, acho, seis músicas do filme, mas temos 16 novos números. Nós deixamos as melhores partes do filme de animação, mas é realmente um novo musical". O musical também adiciona personagens que não estão presentes no filme. O Ato I tem como cenário a Rússia e o Ato II se passa em Paris, "que era tudo o que a moderna Rússia Soviética não era: livre, expressiva, criativa, e sem barreiras", de acordo com McNally. A produção teve diferentes avaliações por parte dos críticos, que citaram o grande número de pequenos núcleos de histórias e o longo tempo de duração como os principais problemas.
Em 4 de agosto de 2022, a Time For Fun e a Caradiboi anunciaram a abertura das audições para a versão oficial do espetáculo no Brasil. O espetáculo estreia em 10 de novembro de 2022, tendo Giovanna Rangel, Rodrigo Garcia e Tiago Abravanel como protagonistas.

## Sinopse

### Prólogo
Na São Petersburgo de 1907, a Imperatriz Viúva Maria Feodorovna conforta sua neta mais jovem, Anastasia, que está triste pelo fato de que sua avó está mudando-se para Paris. Antes de partir, a Imperatriz Viúva entrega uma caixinha de música a ela como um presente de despedida ("Prologue: Once Upon a December").
Dez anos depois, uma Anastasia adolescente comparece a um baile com sua família, quando os Bolcheviques invadem o Palácio. Enquanto os Romanov tentam escapar, Anastasia busca recuperar sua caixinha de música, mas recebe um tiro e passa a ser considerada morta junto à sua família ("The Last Dance of the Romanovs").

### Ato I
Gleb Vaganov, um general Bolchevique que agora controla a Rússia, anuncia para a multidão melancólica que a agora empobrecida São Petersburgo foi renomeada como Leningrado, e promete a todos um futuro promissor e pacífico. Os russos protestam contra essa mudança, mas são animados pelo rumor de que Anastasia pode ter sobrevivido ao ataque dos Bolcheviques. Dois procurados golpistas, o jovem e bonito Dmitry e um ex-membro da Corte Real chamado Vlad Popov escutam os rumores e planejam um grande golpe, em que eles preparariam alguma garota jovem e ingenua para se passar por Anastasia, e assim poderem extorquir dinheiro da Imperatriz Viúva (“A Rumor in St. Petersburg"). Sem o conhecimento de Gleb, Dmitry e Vlad organizam audições para encontrar a candidata perfeita para o esquema, no teatro do Palácio de Yusupov, sem obter nenhum sucesso. Quando eles estão quase desistindo de encontrar a impostora perfeita, uma jovem garota de rua chamada Anya entra e pergunta a Dmitry sobre o papel que poderia lhe dar passagens para Paris. Vlad e Dmitry a dispensam, mas Anya se lembra vagamente de já ter estado no teatro no passado, e começa a contar sobre um dia em que assistiu uma peça lá. Dmitry e Vlad ficam fascinados enquanto ela explica que não se lembra quem é e que possui poucas lembranças de seu passado (“In My Dreams”). Interessados em sua perda de memória e sua semelhança com Anastasia, eles escolhem Anya para ser a impostora dos seus planos.
Na capital, funcionários do governo selecionam os rumores e informes que necessitam alguma ação adicional. Três personagens reportam o esquema de Anya, Dmitry e Vlad para Gleb, mas ele ignora e arquiva o caso (“The Rumors Never End”). De volta ao palácio, Vlad e Dmitry peparam Anya para se tornar Anastasia através de lições de história, etiqueta e dança. Meses depois, Anya está pronta para conhecer a Imperatriz Viúva (“Learn to Do It”), mas acaba presa nas ruas e é levada à presença de Gleb. Ele, tendo sentimentos por ela, a adverte sobre as consequências de fingir ser Anastasia e tenta convencê-la de que Anastasia está realmente morta. Ele acredita nisso, pois seu pai foi um dos que atiraram nos Romanov e Gleb, na época uma criança, escutou os barulhos de tiros e os gritos. No entanto, Gleb observa que Anya tem os "olhos dos Romanov" e se da conta de que ela pode mesmo ser Anastasia. Ele a deixa ir com apenas um aviso ("The Neva Flows").
Anya reencontra Dmitry e os dois são atacados pelos antigos parceiros de trapaças dele, e precisam lutar contra eles (Reprise de “The Neva Flows”). Dmitry fica impressionado com as habilidades de luta dela e quando Anya afirma que ele tinha mais agilidade por ser homem, Dmitry rejeita essa observação. Ele explica que seu pai era um revolucionário contrário aos Bolcheviques e que ele foi morto em um dos campos, e sendo órfão também de mãe, ele teve que aprender a tomar conta de si mesmo desde cedo (“My Petersburg”). Dmitry se sente confiante o suficiente para mostrar a ela uma caixinha de música quebrada, sem saber que era a mesma que foi dada a Anastasia pela Imperatriz Viúva. Anya vê a caixinha e começa a se lembrar de algumas coisas do seu passado, incluindo um baile real familiar que teria acontecido há muitos anos (“Once Upon a December”). Em troca, Anya entrega a Dmitry seu pertence mais valioso, um diamante encontrado costurado no vestido que ela usava quando foi encontrada quando criança (“A Secret She Kept”). Eles se reúnem com Vlad, e Anya entrega a eles o diamante para que pudessem comprar as passagens para Paris.
Na estação de trens, o Conde Ipolitov reconhece Anya como Anastasia e beija sua mão. Enquanto eles embarcam para Paris, o Conde Ipolitov lidera todos em uma oração de despedida à Russia (“Stay, I Pray You”). Durante a viagem, Anya, Dmitry e Vlad refletem sobre o que eles esperam conseguir em Paris: Anya espera descobrir se ela é realmente Anastasia, Dmitry pensa no dinheiro que ganhará, e Vlad espera reconquistar a Condessa Lily Malevsky-Malevitch (conhecida como "Sophie" no filme de animação de 1997), dama de companhia da Imperatriz Viúva com quem ele teve um romance no passado (“We’ll Go From There”). O Conde Ipolitov é fatalmente atingido por uma bala disparada por policiais que alegam que ele embarcou ilegalmente no trem. Anya tem um colapso emocional, desencadeado pelo tiro, e Dmitry a conforta. Os oficiais de polícia vão atrás deles, pois são criminosos procurados na Rússia, levando-os a pular do trem, evitando por pouco sua captura.
Enquanto eles viajam a pé pela Rússia, o General-chefe dos Bolcheviques, Gorlinsky, ordena que Gleb siga Anya e a mate (“Traveling Sequence”). Gleb aceita a tarefa, mas se da conta de que ama Anya, fazendo com que ele questione seu coração ("Still"). Anya, Vlad e Dmitry finalmente chegam à França, e enquanto eles viajam até Paris, Anya encontra coragem para continuar sua busca pela descoberta do seu passado e de quem ela é (“Journey to the Past”).

### Ato II
Anya, Vlad e Dmitry chegam a Paris e são envolvidos pelas imagens e pelos sons da cidade (“Paris Holds the Key (to Your Heart)”). Enquanto Vlad e Dmitry saem sozinhos, Anya visita a Ponte Alexandre III e sente uma forte conexão com ela, começando vagamente a se lembrar da promessa de sua avó (“Crossing a Bridge”).
A Imperatriz Viúva, agora uma mulher envelhecida e amargurada, lê as cartas das várias impostoras que tentam se passar por Anastasia e, de coração partido, desiste da esperança de encontrar Anastasia (“Closing the Door”). Enquanto Gleb chega a Paris, Lily festeja no Neva Club, onde os ricos e nobres russos se encontram para recordar da antiga Rússia (“Land of Yesterday”). Lily reencontra Vlad, com quem está brava por este ter roubado suas jóias no passado. Os dois reavivam seu escandaloso romance e Vlad a convence a deixar Anya se encontrar com a Imperatriz Viúva no Balé da noite seguinte (“The Countess and the Common Man”). No entanto, Vlad acidentalmente deixa cair os ingressos para o espetáculo e Gleb, tendo ouvido seu plano, pega os ingressos dele (“Land of Yesterday” Reprise).
No hotel, Anya tem um pesadelo sobre sua família e a sua execução (“A Nightmare”). Dmitry a conforta e conta a ela que uma vez ele se curvou à Anastasia em um desfile, quando era um garoto. Anya se lembra vividamente do ocorrido, e os dois se dão conta de que ela é a verdadeira Grã-Duquesa Anastasia (“In a Crowd of Thousands”).
No Balé, Vlad suspeita que Anya e Dmitry estão apaixonados um pelo outro e fica de coração partido que eles nunca poderão ficar juntos (“Meant to Be”). Durante a performance de "O Lago dos Cisnes", Anya vê a Imperatriz Viúva e se lembra dela. A Imperatriz Viúva também vê Anya e a reconhece, mas se recusa a acreditar. Dmitry e Gleb (que está em conflito com sua tarefa de matar Anya) refletem sobre seus sentimentos românticos por Anya (“Quartet at the Ballet”).
Depois do Balé, Lily também reconhece Anya como Anastasia e imediatamente a leva para ver a Imperatriz Viúva. Dmitry está ansioso para o reencontro e, então, percebe que está apaixonado por ela, mas ele sabe que terá que deixá-la partir para ela estar com sua família (“Everything to Win”). Anya sai do encontro enfurecida, tendo descoberto através da Imperatriz Viúva que Vlad e Dmitry tinham a intenção de usá-la em um esquema para ganhar dinheiro. Anya sai correndo, e Dmitry espera pela Imperatriz Viúva. Maria o dispensa friamente, mas Dmitry desrespeitosamente a detém. Ele implora a ela que se encontre com Anya e, quando ela rejeita seu pedido, ele esbraveja contra ela e contra a Rússia. Impressionada com a coragem de Dmitry em enfrentá-la, ela concorda em ver Anya.
No hotel, Anya para de fazer suas malas para falar com Maria. Ela fica chocada com a crueldade da Imperatriz Viúva, afirmando que ela não é a Nana que Anya se lembrava. A Imperatriz Viúva interroga Anya furiosamente sobre seu passado e sobre a Família Romanov, mas Anya a força a refletir sobre a pessoa na qual ela se tornou nos últimos vinte anos. Anya de repente lembra-se da noite em que a Imperatriz Viúva a deixou para ir viver em Paris. Quando Anya reproduz a caixa de música e canta a canção, a Imperatriz Viúva se da conta que Anya é Anastasia e as duas se abraçam, finalmente reunidas depois de vinte anos (“Once Upon a December Reprise”).
Uma conferência de imprensa acontece na manhã seguinte, onde Vlad e Lily tentam se esquivar dos repórteres furiosos (“The Press Conference”). Antes de apresentarem-se ao público, Anya expressa suas dúvidas a respeito de sua futura vida como princesa. A Imperatriz Viúva nota a sua ansiedade e insiste que não importava o que ela escolhesse, elas sempre estariam juntas. Anya sai para pensar, e percebe que está apaixonada por Dmitry, decindo então ir atrás dele (“Everything to Win Reprise”). Ao sair, Anya vê que Gleb entrou furtivamente no local da conferência e trancou a todos no salão. Ela se da conta do porquê ele está ali, e Gleb diz que ele precisa matá-la para completar a missão de seu pai. Anya agora claramente se lembra do dia em que sua família foi morta e ela, sem medo, pede para que ele a mate, possibilitando assim que ela pudesse estar junto de sua família. Tomado por emoções e não querendo carregar a culpa de seu pai, Gleb é incapaz de matá-la (“Still/The Neva Flows Reprise”). Anya conforta Gleb e os dois declaram uma trégua.
Vlad, Lily, e os funcionários do Palácio procuram por Anya. A Imperatriz Viúva está cheia de alegria, sabendo que Anya está finalmente de volta ao local onde ela pertence. Anya encontra Dmitry na Ponte Alexandre II, onde os dois se abraçam. O casal deixa Paris enquanto os espíritos dos Romanov celebram a vida que Anya e Dmitry terão juntos (“Finale”).

## Números musicais
Produção no Hartford Stage - 2016
Títulos das músicas que aparecem no filme de animação original (1997) estão em negrito.
| Ato I São Petersburgo, 1907, 1917, e 1927 - "Prologue: Once Upon a December" – Imperatriz Viúva e Anastasia (6 anos) - "Dance of the Romanovs" – Companhia - "A Rumor in St. Petersburg" – Dmitry, Vlad e Companhia - "In My Dreams" – Anya - "The Rumors Never End" – Elenco - "A Simple Thing" – Gleb e elenco - "Learn to Do It" – Vlad, Anya e Dmitry - "Anya" – Gleb - "The Neva Flows" – Elenco masculino - "My Petersburg" – Dmitry e Anya - "Once Upon a December" – Anya e elenco - "In My Dreams" (Reprise) – Anya - "Stay, I Pray You" – Conde Ipolitov, Anya, Dmitry, Vlad e elenco - "We’ll Go From There" – Vlad, Anya, Dmitry e elenco - "Traveling Sequence" – Gleb, Gorlinsky, Anya, Dmitry e Vlad - "Journey to the Past" – Anya | Ato II Paris, 1927 - "Paris Holds the Key (To Your Heart)" – Vlad, Dmitry, Anya e elenco - "Crossing a Bridge" – Anya - "Close the Door" – Imperatriz Viúva - "Land of Yesterday" – Lily, Gleb e elenco - "The Countess and the Common Man" – Vlad e Lily - "A Nightmare" – Crianças Romanov, Tsar e a Tsarina - "In a Crowd of Thousands" – Dmitry and Anya - "I Never Should Have Let Them Dance" – Vlad - "Quartet at the Ballet" – Anya, Dmitry, Imperatriz Viúva e Gleb - "Everything to Win" – Dmitry - "Once Upon a December" (Reprise) – Anya e Imperatriz Viúva - "The Press Conference" – Lily, Vlad e elenco - "Everything to Win" (Reprise) – Anya - "A Simple Thing" (Reprise) – Gleb e elenco - "In A Crowd of Thousands" (Reprise) – Anya e Dmitry - "Finale" – Imperatriz Viúva, Gleb e Ensemble |

2017 Broadway Production
Títulos das músicas que aparecem no filme de animação original (1997) estão em negrito.

Renomeadas da produção em de Hartford (#)

Ausentes no disco da gravação do elenco (+)

| Ato I São Petersburgo, 1907, 1917, e 1927 - "Prologue: Once Upon a December" - Imperatriz Viúva e Anastasia (6 anos) - "The Last Dance of the Romanovs" - Elenco #+ - "A Rumor in St Petersburg" - Dmitry, Vlad e elenco - "In My Dreams" - Anya - "The Rumors Never End" - Gleb e elenco + - "Learn to Do It" - Vlad, Anya, e Dmitry - "The Neva Flows" - Gleb e Anya # - "The Neva Flows (Reprise)" - Elenco masculino + - "My Petersburg" - Dmitry e Anya - "Once Upon a December" - Anya e elenco - "A Secret She Kept" - Anya # + - "Stay, I Pray You" - Conde Ipolitov, Anya, Dmitry, Vlad, e elenco - "We'll Go From There" - Vlad, Anya, Dmitry, e elenco - "Traveling Sequence" - Gorlinsky, Anya Dmitry, e Vlad + - "Still" - Gleb - "Journey to the Past" – Anya | Ato II Paris, 1927 - "Paris Holds the Key (To Your Heart)" – Vlad, Dmitry, Anya e elenco - "Crossing a Bridge" – Anya - "Close the Door" – Imperatriz Viúva - "Land of Yesterday" – Lily e elenco - "The Countess and the Common Man" – Vlad e Lily - "Land of Yesterday (Reprise)" - Gleb + - "A Nightmare" – Crianças Romanov, Tsar e a Tsarina + - "In a Crowd of Thousands" – Dmitry e Anya - "Meant to Be" – Vlad # - "Quartet at the Ballet" – Anya, Dmitry, Imperatriz Viúva, e Gleb - "Everything to Win" – Dmitry - "Once Upon a December" (Reprise) – Anya e Imperatriz Viúva - "The Press Conference" – Lily, Vlad e elenco - "Everything to Win" (Reprise) – Anya - "Still/The Neva Flows" (Reprises) – Gleb, Anya, e elenco # - "Finale" – Imperatriz Viúva, Gleb e elenco |

## Elenco e personagens
| Anya/Anastasia                              | Kelli Barrett   | Elena Shaddow       | Christy Altomare       | Christy Altomare       | Giovanna Rangel                | Giovanna Rangel                | Giovanna Rangel                |  |
| Dmitry                                      | Aaron Tveit     | Mark Evans          | Derek Klena            | Derek Klena            | Rodrigo Garcia                 | Rodrigo Garcia                 | Rodrigo Garcia                 |  |
| Imperatriz Viúva Maria Feodorovna           | Angela Lansbury | Mary Beth Peil      | Mary Beth Peil         | Mary Beth Peil         | Edna d'Oliveira                | Edna d'Oliveira                | Edna d'Oliveira                |  |
| Gleb Vaganov                                | Aaron Lazar     | Ramin Karimloo      | Manoel Felciano        | Ramin Karimloo         | Luciano Andrey                 | Luciano Andrey                 |                                |  |
| Vlad Popov                                  | Patrick Page    | Douglas Sills       | John Bolton            | John Bolton            | Tiago Abravanel                | Tiago Abravanel                | Tiago Abravanel                |  |
| Condessa Lily Malevsky-Malevitch            | Julie Halston   | Joanna Glushak      | Caroline O’Connor      | Caroline O’Connor      | Carol Costa                    | Carol Costa                    | Carol Costa                    |  |
| Anastasia, 6 anos / Príncipe Alexei Romanov | Jenna Stulsos   | Mackenzie Follister | Nicole Scimeca         | Nicole Scimeca         | Luísa Moribe / Belle Rodrigues | Luísa Moribe / Belle Rodrigues | Luísa Moribe / Belle Rodrigues |  |
| Tsarina Alexandra                           | —               | Lauren Blackman     | Lauren Blackman        | Lauren Blackman        |                                |                                |                                |  |
| Tsar Nicolau II / Conde Ipolitov            | —               | Benjamin Eakeley    | Constantine Germanacos | Constantine Germanacos |                                |                                |                                |  |
| Olga Romanov                                | —               | —                   | Samantha Sturm         | Allison Walsh          |                                |                                |                                |  |
| Tatiana Romanov / Dunya                     | —               | —                   | Shina Ann Morris       | Shina Ann Morris       |                                |                                |                                |  |
| Maria Romanov / Marfa                       | —               | —                   | Alida Michal           | Sissy Bell             |                                |                                |                                |  |
| Anastasia, 17 anos / Paulina                | —               | —                   | Molly Rushing          | Molly Rushing          |                                |                                |                                |  |
| Gorlinsky                                   | —               | —                   | Ken Krugman            | Ken Krugman            | Diego Luri                     | Diego Luri                     | Diego Luri                     |  |
| Conde Leopold                               | —               | —                   | Kevin Ligon            | Ken Krugman            |                                |                                |                                |  |
| Odette em O Lago dos Cisnes                 | —               | —                   | Alida Michal           | Allison Walsh          |                                |                                |                                |  |
| Príncipe Siegfried em O Lago dos Cisnes     | —               | —                   | Max Clayton            | Kyle Brown             |                                |                                |                                |  |
| Von Rothbart em O Lago dos Cisnes           | —               | —                   | Johnny Stellard        | James A. Pierce III    |                                |                                |                                |  |
| Porteiro Russo                              | —               | —                   | Kevin Munhall          | Wes Hart               |                                |                                |                                |  |
| Gerente do Hotel                            | —               | —                   | James Brown III        | James Brown III        |                                |                                |                                |  |
| Josephine Baker                             | —               | —                   | Shina Ann Morris       | —                      | —                              | —                              |                                |  |
| Ernest Hemingway                            | —               | —                   | Kevin Ligon            | —                      | —                              | —                              |                                |  |
| Django Reinhardt                            | —               | —                   | Johnny Stellard        | —                      | —                              | —                              |                                |  |
| Pablo Picasso                               | —               | —                   | Ken Krugman            | —                      | —                              | —                              |                                |  |
| Isadora Duncan                              | —               | —                   | Lauren Blackman        | —                      | —                              | —                              |                                |  |
| Gertrude Stein                              | —               | —                   | Rayanne Gonzales       | —                      | —                              | —                              |                                |  |
| Coco Chanel                                 | —               | —                   | Janet Dickinson        | —                      | —                              | —                              |                                |  |

## Prêmios

### Produção no Hartford Stage (2016)
| Ano  | Premiação                         | Categoria                                 | Nomeado                             | Resultado |
| ---- | --------------------------------- | ----------------------------------------- | ----------------------------------- | --------- |
| 2016 | Connecticut Critics Circle Awards | Outstanding Production of a Musical       | Outstanding Production of a Musical | Venceu    |
| 2016 | Connecticut Critics Circle Awards | Outstanding Lead Actress in a Musical     | Christy Altomare                    | Venceu    |
| 2016 | Connecticut Critics Circle Awards | Outstanding Featured Actor in a Musical   | John Bolton                         | Indicado  |
| 2016 | Connecticut Critics Circle Awards | Outstanding Featured Actress in a Musical | Caroline O'Connor                   | Indicado  |
| 2016 | Connecticut Critics Circle Awards | Outstanding Featured Actress in a Musical | Mary Beth Peil                      | Indicado  |
| 2016 | Connecticut Critics Circle Awards | Outstanding Director of a Musical         | Darko Tresnjak                      | Venceu    |
| 2016 | Connecticut Critics Circle Awards | Outstanding Choreography                  | Peggy Hickey                        | Venceu    |
| 2016 | Connecticut Critics Circle Awards | Outstanding Scenic Design                 | Alexander Dodge                     | Indicado  |
| 2016 | Connecticut Critics Circle Awards | Outstanding Costume Design                | Linda Cho                           | Venceu    |
| 2016 | Connecticut Critics Circle Awards | Outstanding Lighting Design               | Donald Holder                       | Venceu    |
| 2016 | Connecticut Critics Circle Awards | Outstanding Sound Design                  | Brian Ronan                         | Indicado  |
| 2016 | Connecticut Critics Circle Awards | Outstanding Projection Design             | Aaron Rhyne                         | Venceu    |

### 2017 Broadway production
| Ano  | Premiação                                      | Categoria                                                    | Nomeado                                                      | Resultado   |
| ---- | ---------------------------------------------- | ------------------------------------------------------------ | ------------------------------------------------------------ | ----------- |
| 2017 | Tony Award                                     | Best Featured Actress in a Musical                           | Mary Beth Peil                                               | Indicado    |
| 2017 | Tony Award                                     | Best Costume Design in a Musical                             | Linda Cho                                                    | Indicado    |
| 2017 | Drama Desk Awards                              | Outstanding Musical                                          | Outstanding Musical                                          | Indicado    |
| 2017 | Drama Desk Awards                              | Outstanding Actress in a Musical                             | Christy Altomare                                             | Indicado    |
| 2017 | Drama Desk Awards                              | Outstanding Featured Actress in a Musical                    | Mary Beth Peil                                               | Indicado    |
| 2017 | Drama Desk Awards                              | Outstanding Book of a Musical                                | Terrence McNally                                             | Indicado    |
| 2017 | Drama Desk Awards                              | Outstanding Music                                            | Stephen Flaherty                                             | Indicado    |
| 2017 | Drama Desk Awards                              | Outstanding Costume Design for a Musical                     | Linda Cho                                                    | Indicado    |
| 2017 | Drama Desk Awards                              | Outstanding Orchestrations                                   | Doug Besterman                                               | Indicado    |
| 2017 | Drama Desk Awards                              | Drama Desk Award for Outstanding Projection Design           | Aaron Rhyne                                                  | Venceu      |
| 2017 | Drama Desk Awards                              | Outstanding Sound Design in a Musical                        | Peter Hylenski                                               | Indicado    |
| 2017 | Drama League Award                             | Outstanding Production of a Broadway or Off-Broadway Musical | Outstanding Production of a Broadway or Off-Broadway Musical | Indicado    |
| 2017 | Drama League Award                             | Distinguished Performance Award                              | Caroline O'Connor                                            | Indicado    |
| 2017 | Outer Critics Circle Award                     | Outstanding New Broadway Musical                             | Outstanding New Broadway Musical                             | Indicado    |
| 2017 | Outer Critics Circle Award                     | Outstanding Actress in a Musical                             | Christy Altomare                                             | Indicado    |
| 2017 | Outer Critics Circle Award                     | Outstanding Featured Actor in a Musical                      | John Bolton                                                  | Indicado    |
| 2017 | Outer Critics Circle Award                     | Outstanding Featured Actress in a Musical                    | Caroline O'Connor                                            | Indicado    |
| 2017 | Outer Critics Circle Award                     | Outstanding Featured Actress in a Musical                    | Mary Beth Peil                                               | Indicado    |
| 2017 | Outer Critics Circle Award                     | Outstanding Book of a Musical                                | Terrence McNally                                             | Indicado    |
| 2017 | Outer Critics Circle Award                     | Outstanding New Score                                        | Stephen Flaherty & Lynn Ahrens                               | Indicado    |
| 2017 | Outer Critics Circle Award                     | Outstanding Director of a Musical                            | Darko Tresnjak                                               | Indicado    |
| 2017 | Outer Critics Circle Award                     | Outstanding Set Design                                       | Alexander Dodge                                              | Indicado    |
| 2017 | Outer Critics Circle Award                     | Outstanding Costume Design                                   | Linda Cho                                                    | Indicado    |
| 2017 | Outer Critics Circle Award                     | Outstanding Lighting Design                                  | Donald Holder                                                | Indicado    |
| 2017 | Outer Critics Circle Award                     | Outstanding Projection Design                                | Aaron Rhyne                                                  | Venceu      |
| 2017 | Outer Critics Circle Award                     | Outstanding Orchestrations                                   | Doug Besterman                                               | Indicado    |
| 2017 | Theatre World Award                            | Outstanding Broadway Debut Performance                       | Christy Altomare                                             | Homenageado |
| 2017 | Chita Rivera Awards for Dance and Choreography | Outstanding Male Dancer in a Broadway Show                   | John Bolton                                                  | Pendente    |